# Bobolin (powiat Policki)
Bobolin (Duits: Boblin) is een dorp in de Poolse woiwodschap West-Pommeren. De plaats maakt deel uit van de gemeente Kołbaskowo (Powiat Policki).

## Bekende inwoners
- Meinhard Nehmer (*1941)